# اشتیانا، شهرستان میئلک
اشتیانا، شهرستان میئلک (به لاتین: Trzciana, Mielec County) یک منطقهٔ مسکونی در لهستان است که در Gmina Czermin, Podkarpackie Voivodeship واقع شده‌است.

## خصوصیات
اشتیانا ۱٬۳۰۰ نفر جمعیت دارد.